# José Luis Soto María
José Luis Soto María, conegut futbolísticament com a Brasi (Fradelo, 4 d'agost de 1972) és un exfutbolista gallec, que jugà de davanter.

## Trajectòria esportiva
Tot i que va militar a principis dels 90 als filials del Reial Madrid, no va arribar a debutar amb el primer equip. La seua aparició a la màxima categoria seria per a la campanya 95/96, a les files del Reial Valladolid.
A l'equip castellanolleonès va romandre tres anys amb certa irregularitat, combinant una bona temporada 96/97 (5 gols en 31 partits) amb una 97/98 per oblidar (9 partits). L'estiu de 1998 fitxa pel CF Extremadura, on juga una temporada a Primera i una altra a Segona, en la qual passaria a ser el davanter suplent.
Aquesta faceta de davanter de refresc la va mantindre a la seua etapa al Sporting de Gijón, entre el 2000 i el 2003, tots ells a Segona Divisió. A l'equip asturià, Soto va jugar 91 partits (35 de titular) i va marcar 17 gols.